# Macrozamia spiralis
Macrozamia spiralis là một loài thực vật hạt trần trong họ Zamiaceae. Loài này được (Salisb.) Miq. mô tả khoa học đầu tiên năm 1842.